# Supporters’ Shield
Supporters’ Shield (рус. Победитель регулярного чемпионата) — это ежегодная награда, вручаемая команде, набравшей наибольшее количество очков в регулярном чемпионате профессиональной футбольной лиги MLS. Награда является своеобразным поощрением успеха в чемпионате, так как далеко не всегда команда, выигравшая регулярный чемпионат, становится обладателем Кубка MLS (а следовательно, и чемпионом лиги) после окончания турнира плей-офф. Это перекликается со стандартной практикой в ведущих европейских лигах, в которых чемпионом становится команда с лучшим результатом по итогу кругового чемпионата.
Supporters’ Shield ежегодно вручается на Supporters' Summit MLS, начиная с 1999 года, (победители в период с 1996 по 1998 год награждались задним числом) и признан лигой главным трофеем. С 2006 года победитель Supporters’ Shield получает путевку в Кубок чемпионов КОНКАКАФ, но только при условии, что команда является американской.
«Ди Си Юнайтед» (1997, 1999, 2006, 2007) и «Лос-Анджелес Гэлакси» (1998, 2002, 2010, 2011), у которых по четыре награды Supporters' Shields, завоевали наибольшее количество титулов среди команд MLS.
«Цинциннати» является обладателем титула по итогу регулярного сезона в 2023 году, выиграв его впервые.

## История

### Концепция и фандрайзинг
Когда в 1996 году состоялся первый сезон MLS, лига напоминала современные североамериканские лиги. После регулярного чемпионата кульминацией кампании стал плей-офф Кубка MLS, на пути к главному матчу после окончания регулярного сезона — Кубка MLS. Клуб с лучшим результатом в регулярном чемпионате не получил ничего, кроме наивысшего сеяного места в плей-офф.
В 1997 году футбольный фанат Ник Лоурус на LISTSERV предложил понятие "Скудетто болельщиков" (англ. Supporters' Scudetto) в результате того, что «Тампа-Бэй Мьютини» показала лучший результат в регулярном чемпионате, но не смогла выиграть финал Кубка MLS 1996 года. Комитет, состоящий из членов болельщиков всех команд MLS, изменил название на «Supporters' Shield», но из-за разногласий между членами комитета это предложение не было реализовано.
В следующем году уже другая группа, возглавляемая футбольным энтузиастом Сэмом Пьероном, попыталась возродить эту идею, вручив награду чемпионам регулярного чемпионата. Поскольку MLS отказалась финансировать идею, Пьеррон начал сбор средств на покупку трофея с помощью болельщиков из различных клубов MLS. Сбор средств был усилен пожертвованиями комментатора ESPN Фила Шона и комиссара MLS Дуга Логана. В конце концов, почти $3000 было пожертвовано на заказ трофея, который представлял собой шеврон, изготовленный художницей Паулой Ричардсон из листового серебра за $2200.
Процесс создания и покупки главного трофея регулярного чемпионата не был завершен до конца сезона 1999 года. Хотя «Ди Си Юнайтед» был первым клубом MLS, получившим эту награду, все команды, занявшие первые места в период с 1996 по 1998 год, были удостоены этой чести задним числом, и их имена были указаны на щите во время его создания.
На протяжении начала-середины 2000-х годов Supporters' Shield получал мало похвал или признания от MLS или широкой общественности, поскольку лига награждала победителя Кубка MLS и занявшего второе место местами в континентальных турнирах. А победитель регулярного чемпионата не получал, по-сути, ничего.

### Первые поощрения за победу
В феврале 2006 года Федерация футбола США (англ. United States Soccer Federation — USSF) решила, что победитель Supporters’ Shield и обладатель Кубка MLS будут представлять Соединенные Штаты в Кубке чемпионов КОНКАКАФ, бывшей Лиге чемпионов КОНКАКАФ. Если победитель Supporters’ Shield также выигрывает Кубок MLS, то квалификацию в главный континентальный трофей получает команда, набравшая второе по величине количество очков в регулярном чемпионате. Когда Кубок чемпионов стал Лигой чемпионов КОНКАКАФ (начиная с сезона 2008/09), Федерация футбола США предоставила победителю Supporters' Shield и обладателю Кубка MLS прямые путевки на групповой этап турнира, избежав тем самым квалификационного раунда.
В восьми случаях (1997, 1999, 2000, 2002, 2008, 2011, 2017 и 2022) победитель регулярного чемпионата в этот же год становился обладателем Кубка MLS. В 2011 году лига объявила, что соперником победителя Supporters’ Shield в четвертьфинале Кубка MLS будет самая низко посеянная команда из регулярного турнира, что частично усилило продвижение по сетке плей-офф в Кубке MLS.

### Реконструкция
Поскольку Supporters' Shield начал цениться все больше и значение его росло вместе с ростом «культуры болельщиков» по всей лиге, идея создания нового Supporters' Shield возникла на саммите болельщиков MLS во время Кубка MLS 2010 в Торонто. Идея продолжала набирать обороты в недавно сформированном тогда Независимом совете сторонников (англ. Independent Supporters Council — ISC) в течение следующих двух лет в Лос-Анджелесе и Портленде, штат Орегон. Supporters' Shield Foundation был создан на встрече ISC в Портленде в 2012 году с целью финансирования создания нового Supporters' Shield, а также продвижения трофея и управления им в будущем. Стоимость нового трофея была указана в размере 18 000 долларов, причем большая часть средств была собрана в рамках акции "Я поддерживаю Shield" (англ. I Support the Shield), кульминацией которой стала продажа 2000 шарфов сторонников.
После завершения сбора средств в начале 2013 года был создан новый Supporters' Shield. Новый Shield весит 35 фунтов (16 кг) и изготовлен из чистого серебра и нержавеющей стали. На внешней стороне щита изображен дизайн Telstar Football, в то время как середина трофея отдает дань уважения дизайну шеврона оригинального трофея. Середина трофея была спроектирована таким образом, чтобы ее можно было расширять, поскольку имена победителей ежегодно добавляются к ней вокруг шеврона. Новый дизайн трофея был впервые вручен «Нью-Йорк Ред Буллз» в заключительный день сезона MLS 2013.

### События COVID-19 и восстановление
17 октября 2020 года Высшая лига футбола объявила, что в соответствии с решением, принятым ISC, Supporters’ Shield не будет вручаться в конце регулярного сезона 2020 года, в основном из-за последствий, которые Пандемия новой коронавирусной инфекции (COVID-19) оказала на лигу. В официальном объявлении Supporters' Shield Foundation заявил: «После долгих размышлений и обсуждений Supporters' Shield Foundation решил отказаться от вручения Supporters' Shield на сезон 2020 года. Это непростое решение. Однако из-за невозможности болельщиков присутствовать на стадионах и наполнять их страстью, мы чувствуем, что нынешний климат противоречит духу Shield».
Это решение вызвало большую негативную реакцию сообщества MLS и было раскритиковано несколькими членами клубов MLS, включая главного тренера «Торонто» Грега Ванни (чья команда на момент принятия решения занимала первое место в регулярном чемпионате). После этих негативных откликов 23 октября Supporters' Shield Foundation объявил, что они отменили свое первоначальное решение, и награда за победу в регулярном чемпионате за сезон 2020 года всё же была восстановлена. «Филадельфия Юнион» в заключительный день регулярного чемпионата стала обладателем Supporters' Shield, но не смогла получить трофей своевременно из-за задержки доставки из Лос-Анджелеса. Временная замена была изготовлена из переделанного щита Капитана Америки с виниловой обложкой в мастерской Union и поднята игроками в честь победы в турнире.

## Победители

### По сезонам
Шестнадцать разных команд выиграли по крайней мере один Supporters’ Shield, причем «Лос-Анджелес Гэлакси» и «Ди Си Юнайтед» одержали наибольшее количество побед — по четыре у каждой. Семь команд выиграли Кубок MLS после завоевания Supporters’ Shield, причем «Лос-Анджелес Гэлакси» и «Ди Си Юнайтед» дважды сделали «золотой дубль». В то время как три команды смогли сделать дубль (одержать победы в Supporters’ Shield и Открытом кубке США, ни одна американская команда не выиграла все три главных внутренних трофея (Supporters’ Shield, Кубок MLS и Открытый кубок США). Однако в сезоне 2017 года «Торонто» удалось выполнить это достижение в канадской версии, завоевав Supporters’ Shield, Кубок MLS и Первенство Канады (по факту — Кубок Канады, аналог Открытого Кубка США, в котором канадские клубы не участвовали).
| Сезон | Команды | Победитель               | Статистика сезона | Статистика сезона | Статистика сезона | Статистика сезона | Статистика сезона | Статистика сезона | Статистика сезона | Статистика сезона | Очки | Результат в плей-офф  |
| Сезон | Команды | Победитель               | И                 | В                 | Н                 | П                 | ГЗ                | ГП                | РМ                | В%                | Очки | Результат в плей-офф  |
| ----- | ------- | ------------------------ | ----------------- | ----------------- | ----------------- | ----------------- | ----------------- | ----------------- | ----------------- | ----------------- | ---- | --------------------- |
| 1996  | 10      | Тампа-Бэй Мьютини        | 32                | 20                | —                 | 12                | 66                | 51                | +15               | 62,50             | 58   | Финал конференции     |
| 1997  | 10      | Ди Си Юнайтед            | 32                | 21                | —                 | 11                | 70                | 53                | +17               | 65,63             | 55   | Обладатель            |
| 1998  | 12      | Лос-Анджелес Гэлакси     | 32                | 24                | —                 | 8                 | 85                | 44                | +41               | 75,00             | 68   | Финал конференции     |
| 1999  | 12      | Ди Си Юнайтед (2)        | 32                | 23                | —                 | 9                 | 65                | 43                | +22               | 71,88             | 57   | Обладатель            |
| 2000  | 12      | Канзас-Сити Уизардс      | 32                | 16                | 9                 | 7                 | 47                | 29                | +18               | 050,00            | 57   | Обладатель            |
| 2001  | 12      | Майами Фьюжн             | 26                | 16                | 5                 | 5                 | 57                | 36                | +21               | 061,54            | 53   | Полуфинал             |
| 2002  | 10      | Лос-Анджелес Гэлакси (2) | 28                | 16                | 3                 | 9                 | 44                | 33                | +11               | 057,14            | 51   | Обладатель            |
| 2003  | 10      | Чикаго Файр              | 30                | 15                | 8                 | 7                 | 53                | 43                | +10               | 050,00            | 53   | Финалист              |
| 2004  | 10      | Коламбус Крю             | 30                | 12                | 13                | 5                 | 40                | 32                | +8                | 040,00            | 49   | Полуфинал конференции |
| 2005  | 12      | Сан-Хосе Эртквейкс       | 32                | 18                | 10                | 4                 | 53                | 31                | +22               | 056,25            | 64   | Полуфинал конференции |
| 2006  | 12      | Ди Си Юнайтед (3)        | 32                | 15                | 10                | 7                 | 52                | 38                | +14               | 046,88            | 55   | Финал конференции     |
| 2007  | 13      | Ди Си Юнайтед (4)        | 30                | 16                | 7                 | 7                 | 56                | 34                | +22               | 053,33            | 55   | Полуфинал конференции |
| 2008  | 14      | Коламбус Крю (2)         | 30                | 17                | 6                 | 7                 | 50                | 36                | +14               | 056,67            | 57   | Обладатель            |
| 2009  | 15      | Коламбус Крю (3)         | 30                | 13                | 10                | 7                 | 41                | 31                | +10               | 043,33            | 59   | Полуфинал конференции |
| 2010  | 16      | Лос-Анджелес Гэлакси (3) | 30                | 18                | 5                 | 7                 | 44                | 26                | +18               | 060,00            | 59   | Финал конференции     |
| 2011  | 18      | Лос-Анджелес Гэлакси (4) | 34                | 19                | 10                | 5                 | 48                | 28                | +20               | 055,88            | 67   | Обладатель            |
| 2012  | 19      | Сан-Хосе Эртквейкс (2)   | 34                | 19                | 9                 | 6                 | 72                | 43                | +29               | 055,88            | 66   | Полуфинал конференции |
| 2013  | 19      | Нью-Йорк Ред Буллз       | 34                | 17                | 8                 | 9                 | 58                | 41                | +17               | 050,00            | 59   | Полуфинал конференции |
| 2014  | 19      | Сиэтл Саундерс           | 34                | 20                | 4                 | 10                | 65                | 50                | +15               | 058,82            | 64   | Финал конференции     |
| 2015  | 20      | Нью-Йорк Ред Буллз (2)   | 34                | 18                | 6                 | 10                | 62                | 43                | +19               | 052,94            | 60   | Финал конференции     |
| 2016  | 20      | Даллас                   | 34                | 17                | 9                 | 8                 | 50                | 40                | +10               | 050,00            | 60   | Полуфинал конференции |
| 2017  | 22      | Торонто                  | 34                | 20                | 9                 | 5                 | 74                | 37                | +37               | 058,82            | 69   | Обладатель            |
| 2018  | 23      | Нью-Йорк Ред Буллз (3)   | 34                | 22                | 5                 | 7                 | 62                | 33                | +29               | 064,71            | 71   | Финал конференции     |
| 2019  | 24      | Лос-Анджелес             | 34                | 21                | 9                 | 4                 | 85                | 37                | +48               | 061,76            | 72   | Финал конференции     |
| 2020  | 26      | Филадельфия Юнион        | 23                | 14                | 5                 | 4                 | 44                | 20                | +24               | 060,87            | 47   | Первый раунд          |
| 2021  | 27      | Нью-Инглэнд Революшн     | 34                | 22                | 7                 | 5                 | 65                | 41                | +24               | 064,71            | 73   | Полуфинал конференции |
| 2022  | 28      | Лос-Анджелес (2)         | 34                | 21                | 4                 | 9                 | 66                | 38                | +28               | 061,76            | 67   | Обладатель            |
| 2023  | 29      | Цинциннати               | 34                | 20                | 9                 | 5                 | 57                | 39                | +18               | 058,82            | 69   | Финал конференции     |
| 2024  | 29      | Интер Майами             | 34                | 22                | 4                 | 8                 | 79                | 49                | +30               | 064,71            | 74   | Первый раунд          |

  Команда также стала обладателем Кубка MLS.
  Команда также стала обладателем Открытого кубка США или Кубка Канады.
  Команда также стала обладателем Кубка MLS и Открытого кубка США / Кубка Канады.

### По клубам
| Команда              | Победы | Финалисты | Победные сезоны        | Сезоны финалистов      |
| -------------------- | ------ | --------- | ---------------------- | ---------------------- |
| Лос-Анджелес Гэлакси | 4      | 4         | 1998, 2002, 2010, 2011 | 1996, 1999, 2009, 2014 |
| Ди Си Юнайтед        | 4      | 1         | 1997, 1999, 2006, 2007 | 1998                   |
| Коламбус Крю         | 3      | 1         | 2004, 2008, 2009       | 2024                   |
| Нью-Йорк Ред Буллз   | 3      | 0         | 2013, 2015, 2018       |                        |
| Сан-Хосе Эртквейкс   | 2      | 2         | 2005, 2012             | 2002, 2003             |
| Лос-Анджелес         | 2      | 0         | 2019, 2022             |                        |
| Спортинг Канзас-Сити | 1      | 4         | 2000                   | 1997, 2004, 2012, 2013 |
| Чикаго Файр          | 1      | 2         | 2003                   | 2000, 2001             |
| Даллас               | 1      | 2         | 2016                   | 2006, 2015             |
| Сиэтл Саундерс       | 1      | 1         | 2014                   | 2011                   |
| Торонто              | 1      | 1         | 2017                   | 2020                   |
| Филадельфия Юнион    | 1      | 1         | 2020                   | 2022                   |
| Нью-Инглэнд Революшн | 1      | 1         | 2021                   | 2005                   |
| Тампа-Бэй Мьютини    | 1      | 0         | 1996                   |                        |
| Майами Фьюжн         | 1      | 0         | 2001                   |                        |
| Цинциннати           | 1      | 0         | 2023                   |                        |
| Интер Майами         | 1      | 0         | 2024                   |                        |
| Колорадо Рэпидз      | 0      | 2         |                        | 2016, 2021             |
| Нью-Йорк Сити        | 0      | 2         |                        | 2017, 2019             |
| Чивас США            | 0      | 1         |                        | 2007                   |
| Хьюстон Динамо       | 0      | 1         |                        | 2008                   |
| Реал Солт-Лейк       | 0      | 1         |                        | 2010                   |
| Атланта Юнайтед      | 0      | 1         |                        | 2018                   |
| Орландо Сити         | 0      | 1         |                        | 2023                   |

  Команда ныне является несуществующей.

## Выступления в соревнованиях КОНКАКАФ
До 2006 года победителям Supporters’ Shield не гарантировалось участие в соревнованиях КОНКАКАФ. Большинство чемпионов регулярного чемпионата, получивших путевки в соревнования КОНКАКАФ, как правило, получали их за счет участия в Кубке MLS или за счет количества мест, выделенных Соединенным Штатам для участия в MLS. В большинстве случаев Соединенным Штатам выделялись два места на турнире, которые достались обладателю Кубка MLS (непосредственно чемпион лиги) и финалисту Кубка MLS (непосредственно вице-чемпион лиги).
С 2007 года победитель Supporters’ Shield сменил клуб-финалиста Кубка MLS в качестве второго представителя США в Кубке чемпионов КОНКАКАФ. В 2008 году, вместе с реорганизацией главного турнира КОНКАКАФ и преобразованием его в Лигу чемпионов КОНКАКАФ, победитель Supporters’ Shield и обладатель Кубка MLS получили прямые путевки в групповой этап Лиги чемпионов.
«Торонто» и «Лос-Анджелес» являются единственными победители Supporters’ Shield, которые вышли в финал соревнований КОНКАКАФ. Однако, как канадская команда, «Торонто» квалифицировался на турнир, выиграв Кубок Канады (Canadian Championship), а не регулярный чемпионат. «Ди Си Юнайтед» и «Нью-Йорк Ред Буллз» удерживают рекорд по самому раннему выходу из соревнований КОНКАКАФ в качестве победителей регулярного чемпионата, выбыв из группового этапа в сезонах 2008/09 и 2014/15 Лиги чемпионов КОНКАКАФ, соответственно.
| Сезон   | Победитель Shield    | Квалификация           | Результат            |
| ------- | -------------------- | ---------------------- | -------------------- |
| 1997    | Не квалифицировались | Не квалифицировались   | Не квалифицировались |
| 1998    | Не квалифицировались | Не квалифицировались   | Не квалифицировались |
| 1999    | Лос-Анджелес Гэлакси | Финалист Кубка MLS     | Квалификация         |
| 2000    | Ди Си Юнайтед        | Победитель Кубка MLS   | Полуфинал            |
| 2002    | Канзас-Сити Уизардс  | Победитель Кубка MLS   | Полуфинал            |
| 2003    | Лос-Анджелес Гэлакси | Победитель Кубка MLS   | Четвертьфинал        |
| 2004    | Чикаго Файр          | Финалист Кубка MLS     | Полуфинал            |
| 2005    | Не квалифицировались | Не квалифицировались   | Не квалифицировались |
| 2006    | Не квалифицировались | Не квалифицировались   | Не квалифицировались |
| 2007    | Ди Си Юнайтед        | Supporters' Shield     | Полуфинал            |
| 2008    | Ди Си Юнайтед        | Supporters' Shield     | Полуфинал            |
| 2008/09 | Ди Си Юнайтед        | Supporters' Shield     | Групповая стадия     |
| 2009/10 | Коламбус Крю         | Supporters' Shield     | Четвертьфинал        |
| 2010/11 | Коламбус Крю         | Supporters' Shield     | Четвертьфинал        |
| 2011/12 | Лос-Анджелес Гэлакси | Supporters' Shield     | Четвертьфинал        |
| 2012/13 | Лос-Анджелес Гэлакси | Supporters' Shield     | Полуфинал            |
| 2013/14 | Сан-Хосе Эртквейкс   | Supporters' Shield     | Четвертьфинал        |
| 2014/15 | Нью-Йорк Ред Буллз   | Supporters' Shield     | Групповая стадия     |
| 2015/16 | Сиэтл Саундерс       | Supporters' Shield     | Четвертьфинал        |
| 2016/17 | Нью-Йорк Ред Буллз   | Supporters' Shield     | Четвертьфинал        |
| 2018    | Торонто              | Первенство Канады1     | Финалист             |
| 2019    | Нью-Йорк Ред Буллз   | Регулярные сезоны MLS2 | Четвертьфинал        |
| 2020    | Лос-Анджелес         | Supporters' Shield     | Финалист             |
| 2021    | Филадельфия Юнион    | Supporters' Shield     | Полуфинал            |
| 2022    | Нью-Инглэнд Революшн | Supporters' Shield     | Четвертьфинал        |
| 2023    | Лос-Анджелес         | Supporters' Shield     | Финалист             |
| 2024    | Цинциннати           | Supporters' Shield     | 1/8 финала           |
| 2025    | Интер Майами         | Supporters' Shield     | TBD                  |